# Leo Fiederer
Leopold „Leo“ Fiederer (* 4. April 1897 in Neumühle (Büchenbach); † 11. Oktober 1946) war ein deutscher Fußballspieler. Er gilt als einer der ersten großen Allroundspieler Deutschlands, da er vielseitig einsetzbar war, als Stürmer, Mittelläufer oder auch als Abwehrspieler.

## Karriere

### Vereine
Fiederer spielte von 1907 bis 1920 in Fürth, bevor es ihn in das Ruhrgebiet zog. Er begann zehnjährig beim FC Schneidig Fürth und rückte dem Jugendalter entwachsen 1917 in die erste Mannschaft auf, für die er bis 1919 spielte.
Nach einem einmonatigen Intermezzo in der Fußballabteilung des TV 1860 Fürth im Jahr 1919, wechselte er zur SpVgg Fürth und kam im Süddeutschen Fußball-Verband in der regional höchsten Spielklasse, der Kreisliga Nordbayern zum Einsatz; in 14 Punktspielen gelangen ihm elf Tore. In der Folgesaison bestritt er lediglich acht Punktspiele, in denen er mit zwei Toren zum zweiten Platz beitrug. Als Titelverteidiger war seine Mannschaft automatisch für die Teilnahme an der Endrunde um die Deutsche Meisterschaft 1920 qualifiziert. Er bestritt das am 16. Mai 1920 mit 7:0 gewonnene Viertelfinale gegen den VfTuR 1889 M.Gladbach, wobei ihm das Tor zum 1:0 in der sechsten Minute gelang, das am 30. Mai 1920 mit 4:0 gewonnene Halbfinale bei den Vereinigten Breslauer Sportfreunden sowie das am 13. Juni 1920 in Frankfurt am Main mit 0:2 verlorene Finale gegen den 1. FC Nürnberg.
Die Saison 1920/21 bis 1921/22 spielte er im Westdeutschen Spiel-Verband für den Duisburger SpV im Gau Berg-Mark, in deren Kreisliga Duisburg er mit der Mannschaft prompt als Meister hervorgegangen war, die Meisterschaft Gau Berg-Mark durch den 4:3-Sieg über den Cronenberger SC gewonnen hatte, wie auch die Endrunde um die Westdeutsche Meisterschaft. Infolgedessen bestritt er das Viertel- und Halbfinalspiel in der Endrunde um die Deutsche Meisterschaft 1921. Beim 2:1-Sieg nach Verlängerung über den Hamburger SV sowie bei der 1:2-Niederlage nach Verlängerung bei Vorwärts 90 Berlin steuerte er jeweils ein Tor bei.
Von 1922 bis 1926 spielte er im Bezirk Niederrhein für den RSV Mülheim und von 1926 bis 1930 für die SpVgg Oberhausen-Styrum, die er die Saison 1931/32 trainierte.

### Nationalmannschaft
Sein einziges Länderspiel für die A-Nationalmannschaft bestritt er am 24. Oktober 1920 in Berlin beim 1:0-Sieg über die Nationalmannschaft Ungarns.

## Erfolge
- Deutscher Vizemeister 1920
- Westdeutscher Meister 1921
- Meister Gau Berg-Mark 1921
- Kreismeister Duisburg 1921

## Sonstiges
Am 5. Juni 1937 beantragte Fiederer die Aufnahme in die NSDAP und wurde rückwirkend zum 1. Mai desselben Jahres aufgenommen (Mitgliedsnummer 5.065.195).
Sein Neffe Hans Fiederer, ebenfalls erfolgreicher Fußballspieler, spielte von 1930 bis 1942 ausschließlich für die SpVgg Fürth und sechsmal für die A-Nationalmannschaft.